# ブライアン・ケスラー
ブライアン・ケスラー（Bryan Kessler）はハワイを代表するギタリスト。

## 来歴
1953年、アメリカ合衆国ペンシルベニア州フィラデルフィア生まれ。5つ違いの兄に影響され、ギターを始める。バークリー（バークレー）音楽大学(Berklee College of Music)、ロサンゼルスにあるGuitar Institute of Technologyで音楽を学ぶ。
ボストン、デンバー、 ロサンゼルスを経て、1980年代半ばに現在のハワイ・ホノルルに拠点を置く。
1992年に伝統的なハワイアンミュージックやハワイアン・レゲエにオリジナリティーを融合させた「ハワイアン・スタイル・バンド」(Hawaiian Style Band)を結成。
1993年と1995年のナ・ホク・ハノハノ賞で最優秀コンテンポラリー・アルバム・オブ・ザ・イヤーを受賞しハワイにコンテンポラリー・ミュージックを確立させる。
解散後はソロで活躍し、ギター、ヴォーカル、コンポーザー、プロデューサーまでこなすマルチ・アーティストである。
1999年1月にワイヤーアンドウッドミュージック（Wire & Wood Music）を
ホノルル在住のベーシストのStephen Jonesと設立。
同年に初のソロアルバム「Heart Jams」をリリース。
2005年、グラミー賞の中に新たに制定された「ハワイアン・ミュージック部門」にノミネートされた「SLACK KEY GUITAR Vol.2」が初めての受賞。 このアルバムには、11名のスラッキーギタリストが参加しており、ケスラーもその1人である。
素朴なメロディと大自然が融合したハワイアンミュージックとハワイの伝統的なスラックキーギター (Slack-key guitar) の後継者であるケスラーだがブルース、ジャズ、コンテンポラリー・ミュージックなど多様なプレイスタイルを見せる。親日家としても知られ、数回来日している。

## ディスコグラフィ

### アルバム
Hawaiian Style Band 時代
Vanishing Treasures（1992年）
1. Let's Talk Story
2. No ke Ano Ahiahi
3. Living In A Sovereign Land
4. Deeper In Love
5. Love And Honesty
6. Live A Little
7. Vanishing Treasure
8. What's Going On
9. Kaimana Hila
10. Dance

Rhythm of the Ocean （1994年）
1. Oli Kono
2. Old Style Way
3. Wahine 'Ilikea
4. Ku'ulei
5. E Holo Kai
6. Happy 2 B w/U
7. The First Hawaiian
8. Rhythm Of The Ocean
9. After The Storm
10. Getting Better
11. Heiau

Ohana （1995年）
1. I Will Be There(We Are 'Ohana)
2. Mauna Loa
3. 'E Nei,'E Nei
4. Tailgate Jam
5. Love Has Come
6. Bump
7. Kama'aina
8. Without Your Love
9. First Time Love
10. Love Child
11. Give A Lei

The Best of the Hawaiian Style Band （1999年）
1. Live A Little
2. Love & Honesty
3. Living in A Sovereign Land
4. Kama`aina
5. Kaimana Hila
6. `Ohana
7. No Ke Ano Ahiahi
8. Heiau
9. Happy 2 B w/U
10. Let's Talk Story
11. Rhythm of the Ocean